# Fichines Ruido Zafarla
Fichines Ruido Zafarla (también conocido por su abreviatura, FRZ) es un sello discográfico argentino de carácter independiente especializado en lanzamientos en formatos poco habituales, como 8-track tape, microcassettes, MiniDisc, VHS, disquete, CD-Card, VCD, casete, o vinilo. Activo desde 2015, ha trabajado principalmente con grupos argentinos de hardcore punk, sumando al mismo tiempo otros géneros como postpunk, new wave, shoegaze, crossover thrash, o electrónica.

## Historia
Fichines Ruido Zafarla comenzó en José C. Paz (provincia de Buenos Aires) en 2015, con la edición del primer EP de PSOAS, grupo donde participaban sus dos fundadores: Juani Andino y Gonzalo Arechaga.  En un contexto donde se imponía el MP3, el sello se burlaba de la dificultad para reproducir discos físicos en los dispositivos de audio actuales, lanzando material en todos los formatos a los que pudieran acceder: magazine (8-track tape), microcassettes, MiniDisc, VHS, diskette, CD-Card, VCD, cassette, o vinilo.  Rápidamente el proyecto comenzó a llamar la atención por sus cuidadas ediciones: Remis Espacial y su simple con anteojos 3D, el split en cassette entre VomitoxAcido y StevexJobs enfundado en un cartucho de family game, o el split de PSOAS y Copando la Parada en bolsa zipper negra. En 2018 la revista Vice los consideró “el sello discográfico más interesante de Argentina”, y fue uno de los emprendimientos invitados al encuentro internacional de diseño gráfico TRImarchi 2019. En 2023 el sitio El Planteo los destacó como "lo Más Punk de la Escena Latina".
Si bien el sello trabaja principalmente con bandas locales, cada año para los festejos del Cassette Week (anteriormente conocido como Cassette Store Day) lanzan a un grupo internacional que nunca fue editado en Argentina, como GØGGS (proyecto de Ty Segall, uno de los más destacados compositores de rock & roll del siglo XXI), Liquids (referentes de lo que luego se llamaría “egg-punk”), Institute, o Uranium Club.
También tienen el subsello Fichines Ruido Segundearla (FRS) para ayudar en coediciones (como el compilado “Domestikx” a beneficio del Hotel Gondolin, recuperado por un colectivo de travestis y trans), y una editorial con la que lanzan fanzines como Guía de Skateparks de Buenos Aires, José C Punk, Softwave, La Anarquía explicada a las niños, y Conferencia Mundial del Ripoff. Actualmente ya han lanzado más de 60 títulos, sumando discos y fanzines.

## Artistas
- GØGGS

- Institute
- Uranium Club
- Liquids
- 7 Magz
- Plenamente
- StevexJobs
- PSOAS
- Herschell Krustofsky
- Remis Espacial
- Talacactus
- Amelie Queer
- Los Readymade
- WWW
- Subterráneos
- Chaki Chan
- Sangre Sintética
- Post-adolescente
- VHS
- Rudix
- DIABLOS INC
- SPAM